# Марлинтон (Западна Вирџинија)
Марлинтон (енгл. Marlinton) град је у америчкој савезној држави Западна Вирџинија.

## Демографија
По попису из 2010. године број становника је 1.054, што је 150 (-12,5%) становника мање него 2000. године.
| Група             | 2000.         | 2010.         |
| Белци             | 1.177 (97,8%) | 1.027 (97,4%) |
| Афроамериканци    | 14 (1,2%)     | 15 (1,4%)     |
| Азијати           | 1 (0,1%)      | 0 (0,0%)      |
| Хиспаноамериканци | 2 (0,2%)      | 5 (0,5%)      |
| Укупно            | 1.204         | 1.054         |